# Alexandre Dmitrievitch Zinoviev
Pour les articles homonymes, voir Zinoviev.
Alexandre Dimitrievitch Zinoviev, en russe : Александр Дмитриевич Зиновьев, né à Koporie le 16 mai 1854 (28 mai) et mort à Rome le 7 février 1931  (20 février), est un homme politique russe, conseiller secret (1906), gouverneur civil de Saint-Pétersbourg du 6 mars 1903 à janvier 1911, membre du Conseil d'État de l'Empire russe (1911), maréchal de la noblesse du 8 août 1897 à février 1904.

## Biographie
Issu d'une vieille famille de la noblesse russe, Alexandre Dimitrievitch Zinoviev étudia à l'Université de droit de Saint-Pétersbourg et obtint son diplôme en 1877.
De 1884 à 1897, Alexandre Dimitrievitch Zinoviev fut un député de la noblesse pour la région de Saint-Pétersbourg. Entre 1897 et 1902, il remplit les fonctions de chef de la noblesse de cette même région. Le 6 mars 1903, Nicolas II le nomma gouverneur civil de Saint-Pétersbourg et il demeura à ce poste jusqu'en janvier 1911. Pendant cette même période, il fut administrateur principal de la région de Saint-Pétersbourg et de Krestovsky-Malo. En 1911, Alexandre Dimitrievitch Zinoviev fut admis au Conseil d'État.
Pendant son mandat de gouverneur civil de Saint-Pétersbourg, la cathédrale de la Résurrection, dont les travaux débutèrent en 1883, prirent fin en 1907.
Après la Révolution bolchevique, Alexandre Dimitrievitch Zinoviev quitta la Russie. Il mourut à Rome en 1931.
Il est le frère de Lydia Dimitrievna Zinovieva-Annibal (1866-1907), poétesse et écrivain, seconde épouse de Viatcheslav Ivanovitch Ivanov avec qui elle anima à Saint-Pétersbourg « La Tour », le plus important salon littéraire et artistique de l’« Age d'argent » russe.